# Neocytherideis crenulata
Neocytherideis crenulata är en kräftdjursart som först beskrevs av Walter Klie 1929.  Neocytherideis crenulata ingår i släktet Neocytherideis, och familjen Neocytherideidae. Arten är reproducerande i Sverige.